# Chiesa di Santa Maria delle Grazie alle Fornaci
La chiesa di Santa Maria delle Grazie alle Fornaci è una chiesa di Roma, nel quartiere Aurelio, nella piazza omonima.
Il nome di questa chiesa deriva dalle fabbriche di mattoni e di antichi materiali di argilla cotta presenti nella zona. La chiesa primitiva risale al XV secolo, ma essa fu fatta riedificare alla fine del XVII secolo con disegni di Francesco Multò; nel 1720 Filippo Raguzzini aggiunse la facciata, e solo nel 1950 venne inserito il campanile con forme settecentesche.

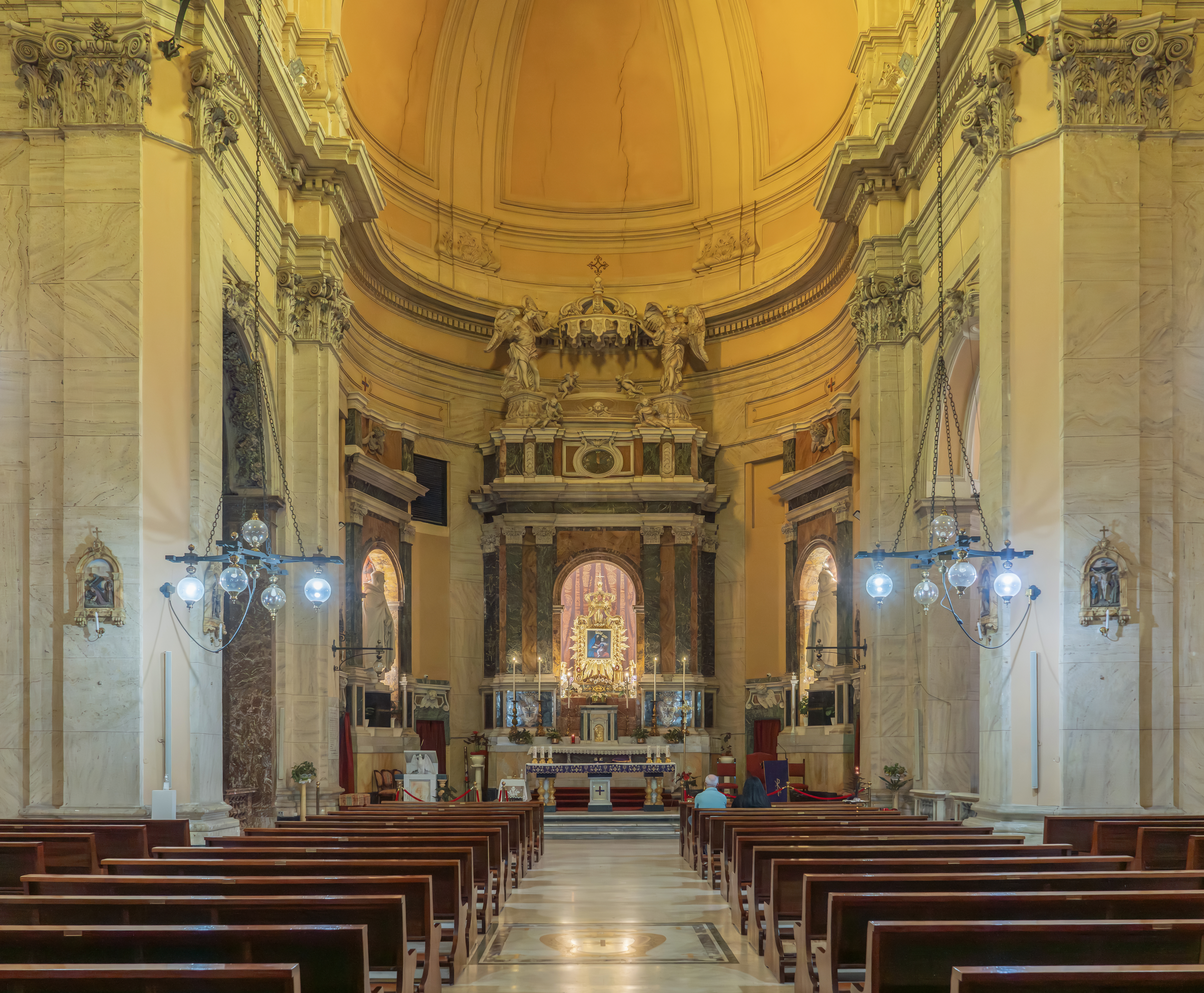
L'interno

L'interno è ad unica navata a croce greca, con due altari laterali ed altare centrale. Su quest'ultimo è posta la venerata immagine della Madonna delle grazie, dipinta da Gilles Halet e incoronata nel 1956. L'interno conserva poi altre opere di pittori settecenteschi, quali Giovanni Battista Maini, Francesco Scaramucci, Francesco Fusi, Giuseppe Bartolomeo Chiari, Pietro Bianchi.
La chiesa è sede parrocchiale, eretta dal cardinale vicario Giacinto Placido Zurla il 15 luglio 1828 con il decreto Utendo facultatibus. Dal 1985 è sede del titolo cardinalizio di Santa Maria delle Grazie alle Fornaci fuori Porta Cavalleggeri.
Quasi tutti i denari necessari alla ristrutturazione settecentesca furono donati dalla nobile famiglia dei Marchesi Passerini di Roma che all'interno avevano una Cappella con il Sepolcreto.